# Distrito Escolar Independiente de Tomball

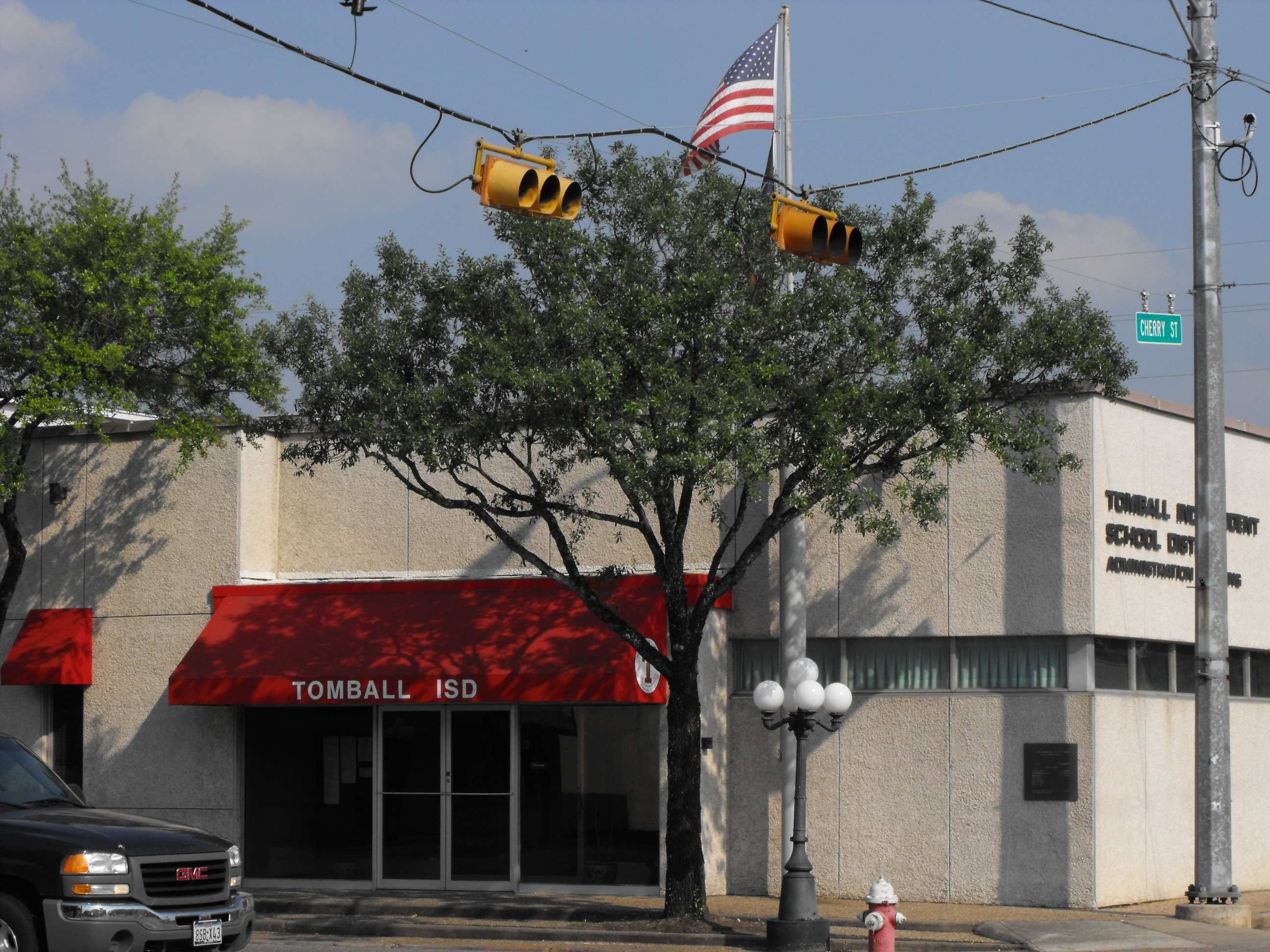
Sede del distrito

El Distrito Escolar Independiente de Tomball (Tomball Independent School District, TISD) es un distrito escolar de Texas. Tiene su sede en Tomball. Sirve áreas del Condado de Harris y Condado de Montgomery, incluyendo Tomball, Bauer, Decker Prairie, Kohrville y Rosehill.

## Historia
La Escuela de Tomball (Tomball School) abrió en 1910.
En 2015 tres nuevas escuelas del distrito abrió.